# Walenty Kratzer
Walenty Kratzer, też Krattzer (ochrz. 9 lutego 1780 w Krakowie, zm. 24 kwietnia 1855 w Warszawie) – polski śpiewak operowy (tenor), dyrygent, kompozytor i pedagog.

## Życiorys
Syn Franciszka Ksawerego, muzyka i kantora katedry na Wawelu, i Wiktorii z Włodkiewiczów. Brat Kazimierza, Pawła i Magdaleny.
Nauki pobierał u swego ojca. Początkowo śpiewał w kapeli katedralnej w Krakowie. W 1814 przeniósł się do Warszawy. Od 1817 pracował jako nauczyciel śpiewu. Od 1830 profesor śpiewu przy Uniwersytecie Warszawskim. Od 1837 dyrektor chórów przy teatrze warszawskim. Wykształcił wielu przyszłych kompozytorów, m.in. Kazimierza Juliana Kratzera – swego bratanka.
Został pochowany na cmentarzu Powązkowskim w Warszawie.

## Kompozycje
Stworzył około 50 wodewilów jednoaktowych, m.in.: 
- Antoni i Antosia (1830)
- Małżeństwo chybione (1831)
- Pierwsza miłość czyli Wspomnienia miłości (1831)
- Pokoik Zuzi (1831)
- Lokaj w zalotach (1832)
- Mąż mimo wiedzy (1833)
- Schadzka czyli Pasztet z węgorza (1834)

## Życie prywatne
W 1802 ożenił się z Marianną Lipowiczówną. Mieli pięcioro dzieci. 